# Николаев, Анатолий Витальевич
Анатолий Витальевич Николаев (27 января 1940 — 23 октября 2021) — советский и российский учёный, специалист в области топографической анатомии, член-корреспондент РАМН (2007), член-корреспондент РАН (2014).

## Биография
Родился 27 января 1940 года.
В 1963 году - окончил 1 Московский медицинский институт имени И. М. Сеченова, затем учился там же в аспирантуре.
С 1973 по 1983 годы - работал в ЦНИЛе в должности заведующего.
С 1983 года до конца жизни работал на кафедре оперативной хирургии и топографической анатомии Сеченовского университета.
В 2007 году избран членом-корреспондентом РАМН.
В 2014 году стал членом-корреспондентом РАН (в рамках присоединения РАМН и РАСХН к РАН).
Скончался в Москве 23 октября 2021 года. Похоронен на Преображенском кладбище (участок 17).

## Научная деятельность
Специалист в области топографической анатомии.
Основные направления научных исследований — коллагенопластика, изучение репаративных процессов при ранениях, топография позвоночника, фасциально-связочного аппарата малого таза, топография сосудов, топографо-анатомическое обоснование новых оперативных доступов в том числе видеоторакоскопических.
Автор 311 работ, одного открытия и 28 изобретений.
Под его руководством защищено три докторские и 28 кандидатских диссертации, написано семь методических разработок для студентов и преподавателей.

## Награды
- Заслуженный деятель науки Российской Федерации (2008)[4]
- Почётный знак «Изобретатель СССР»
- Медаль «За заслуги перед Первым Московским государственным медицинским университетом имени И. М. Сеченова»
- Заслуженный профессор ММА имени И. М. Сеченова
- Почётный заведующий кафедрой Первого МГМУ имени И. М. Сеченова